# Mekong
A Mekong a világ egyik legnagyobb folyama Ázsiában. Több mint 4000 km-es hosszúságával a 11. leghosszabb folyó a világon, illetve a 12. legnagyobb vízhozamú is. Kína délkeleti területeiről indulva keresztülfolyik Mianmaron, Thaiföldön, Laoszon, Kambodzsán és Vietnámon, majd a Dél-kínai-tengerbe ömlik. Erősen ingadozó vízjárása, valamint az örvények és a vízesések miatt az egyik legnehezebben hajózható folyó. Emiatt inkább elválasztotta, mint összekötötte a partjain élő népeket.

## Elnevezések
Neve a thai eredetű; eredetileg Mae Nam Khong-nak, röviden Mae Khong-nak nevezték. Ennek jelentése „Kong folyó”, vagy „minden folyók anyja”. A kínaiak fonetikusan Méigōng Hé (湄公河) néven vették át, így nem vették észre, hogy a jelentése „Kong folyó folyó” lesz. Az angol nyelv is ezzel a hibával használja (Mekong river).
Kínai szakaszán Lancang folyónak hívják (澜沧江, Láncāng Jiāng), burmai nyelven Mae Khaung, thaiul jelenleg Me Nam Khong (แม่น้ำโขง), laóul Menam Khong (ແມ່ນ້ຳຂອງ), khmerül Mékôngk vagy Tonle Thom, vietnámi nyelven pedig Cửu Long Giang az országon keresztülfolyó része és Mê Kông az egész folyó neve.

## Földrajza

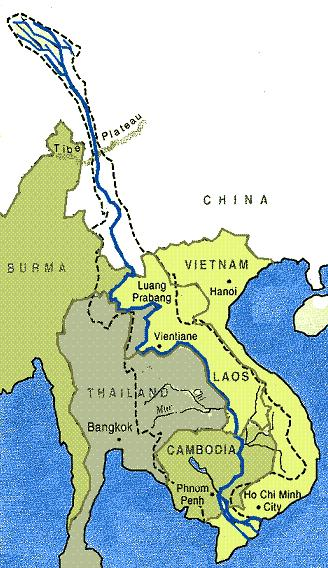
A Mekong

A folyó pontos eredetét nehéz meghatározni, mivel számos forrásága található, gyakran elérhetetlen helyeken. A kínaiak szerint a Lasagongma-forrásból ered a Guozongmucha hegyen, 5224 méteres magasságban. Michel Piessel korábbi expedíciója szerint a folyam 4975 méteres magasságban ered. A különböző nézetek miatt a folyó hosszúsága is más-más, 4350 és 4909 km között változnak az elméletek.
A folyó hosszának majdnem a felén Kínában halad. Felső, tibeti szakaszán Dza Chu (扎曲, Zá Qū) a neve, az alsóbb kínai szakaszokon Lancang (澜沧江, Láncāng Jiāng), aminek jelentése „szilaj folyó”. Ezen a szakaszon sok a mély szurdok és hasadék. Kínát 500 méteres magasságban hagyja el a folyam.
Ezután 200 km hosszúságban alkotja a mianmari-laoszi határt, melynek végén belefolyik a Ruak-folyó. Innentől számítják a Felső-, illetve Alsó-Mekongot.
A folyó egy ideig a thai-laoszi határ mentén halad, előtte egy rövid szakaszon csak Laoszt érinteti. Ez a rész veszélyes a szurdokok, a zúgók és a gyakran szélsőséges vízállás miatt. A száraz évszakban néha csak fél méter a vízmélység, míg áradáskor a Mekong 4 km széles és 100 méter mély is lehet ezen a szakaszán.
Ezt követően ismét hosszú szakaszon alkot határt Laosz és Thaiföld között. A kambodzsai határ előtt ismét csak laoszi területen halad, itt található a Si Phan Don (négyezer sziget) és a Khone-vízesés melyek megakadályozzák a tengerig való hajózást a folyó ezektől feljebb lévő szakaszán.
A kambodzsai folyószakaszon található az utolsó akadály a hajózás számára, a Sambor-zúgók. Phnompennél ömlik a Mekongba a Tonle Sap folyó, az ország egyik legfontosabb élelmezési forrása. Szintén a khmer fővárosnál válik le a Bassac-folyó, mely a Mekong-deltánál ömlik a Dél-kínai-tengerbe.

### Mellékfolyói
- Ing-folyó (Thaiföld)
- Ruak-folyó (Thaiföld)
- Mun-folyó (Thaiföld)
  - Chi-folyó (Thaiföld)
  - Dom Noi-folyó (Thaiföld)
- Kok-folyó (Thaiföld)

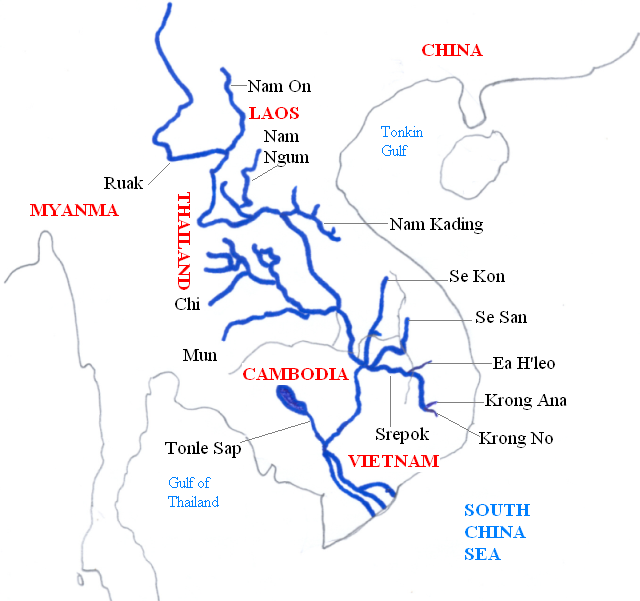

- Lam Ta Klong River (Laosz/Thaiföld)
- Sekon-folyó (Kambodzsa)
- Sesan-folyó (Kambodzsa)
- Srepokf-folyó (Kambodzsa)
  - Krong No-folyó (Vietnám)
  - Krong Ana-folyó (Vietnám)
  - Ea H'leo-folyó (Kambodzsa)
- Tonlé Sap-folyó (Kambodzsa)

### Jelentősebb folyóparti települések
- Kína: Janva, Lanping, Jinghong
- Laosz: Luangprabang, Muangszajnjabuli, Vientián, Muang Pakxan, Muang Khammouan, Savannakhet, Pakxe, Champassak
- Thaiföld: Chiang Kan, Nong Khai, Nakhon Phanom, Mukhadan
- Kambodzsa: Kampongtyam, Phnompen
- Vietnám: Vinh Long, My Tho, Tra Vinh, Go Cong

## Története
A legkorábbi ismert települések i. e. 2100 környékére datálhatók, és vaskori kultúrába tartoztak. A legrégebbi ismert civilizáció az indiai hatású Funan Birodalom volt az 1. század környékéről, a Mekong delta területén. Oc Eo területén a Római Birodalommal egyidős érméket fedeztek fel. Funan-t az 5. század környékén virágzó Csenla állam követte. A 9. században megalakult Khmer Birodalom évszázadokon át az Indokínai-félsziget legerősebb állama volt. A Khmer Birodalom szétesése után a Mekong lett a határvonal a térség két felemelkedő állama, Sziám és Tonkin (Észak-Vietnám), illetve a befolyásuk alatt tartott Kambodzsa és Laosz között.
Az első európai, aki a járt a folyónál a portugál Antonio de Faria volt 1540-ben. Egy 1563-as térkép már jelölte is a folyamot, de csak nagyon kis részét. Ezután az európai érdeklődés egy ideig igen szórványos volt: a spanyolok és a portugálok vezettek néhány missziót a folyam mentén, illetve a holland Gerrit van Wuysthoff expedíciójával egészen Vientiánig jutott 1641-42-ben.
A 19. század második felétől a franciák mutattak komoly érdeklődést a térségben. 1861-ben elfoglalták Saigont. 1863-ban Kambodzsát nyilvánították francia protektorátussá. Végül 1893-ban elfoglalták Laoszt is, és a folyó az így létrejött Francia Indokína és Sziám között határfolyóvá vált.
A 19. században indult meg a folyó módszeres felfedezése is. A Francia Mekong Expedíció Ernest Doudard de Lagrée és Francis Garnier vezetésével a torkolattól egészen a kínai Yunnan tartományig hajóztak 1866-1868-között. Az expedíció során kiderült, hogy a folyó zúgói, zátonyai és vízesései miatt hajózásra alkalmatlan. 1900-ban az orosz Pyotr Kuzmich Kozlov felfedezte a folyó forrását.
A 20. században a második világháború után az Első Indokínai Háborúban francia Indokína tagállamai függetlenné váltak. A Második Indokínai Háború után megalakult kommunista államok (Laosz, Vietnám, Kambodzsa) és az USA által támogatott Thaiföld közötti feszültség miatt egészen az utóbbi évtizedig elhárították a folyó használatával kapcsolatos együttműködést.

## Hidak
A folyó felső szakaszán, Kínában számos híd ível át, az alsóbb szakaszon a következők a fontosabbak:
- Thai–lao barátság hídja
- 2. Thai–lao barátság hídja
- Pakxéi híd
- Monivong híd

A Thai–lao barátság hídja
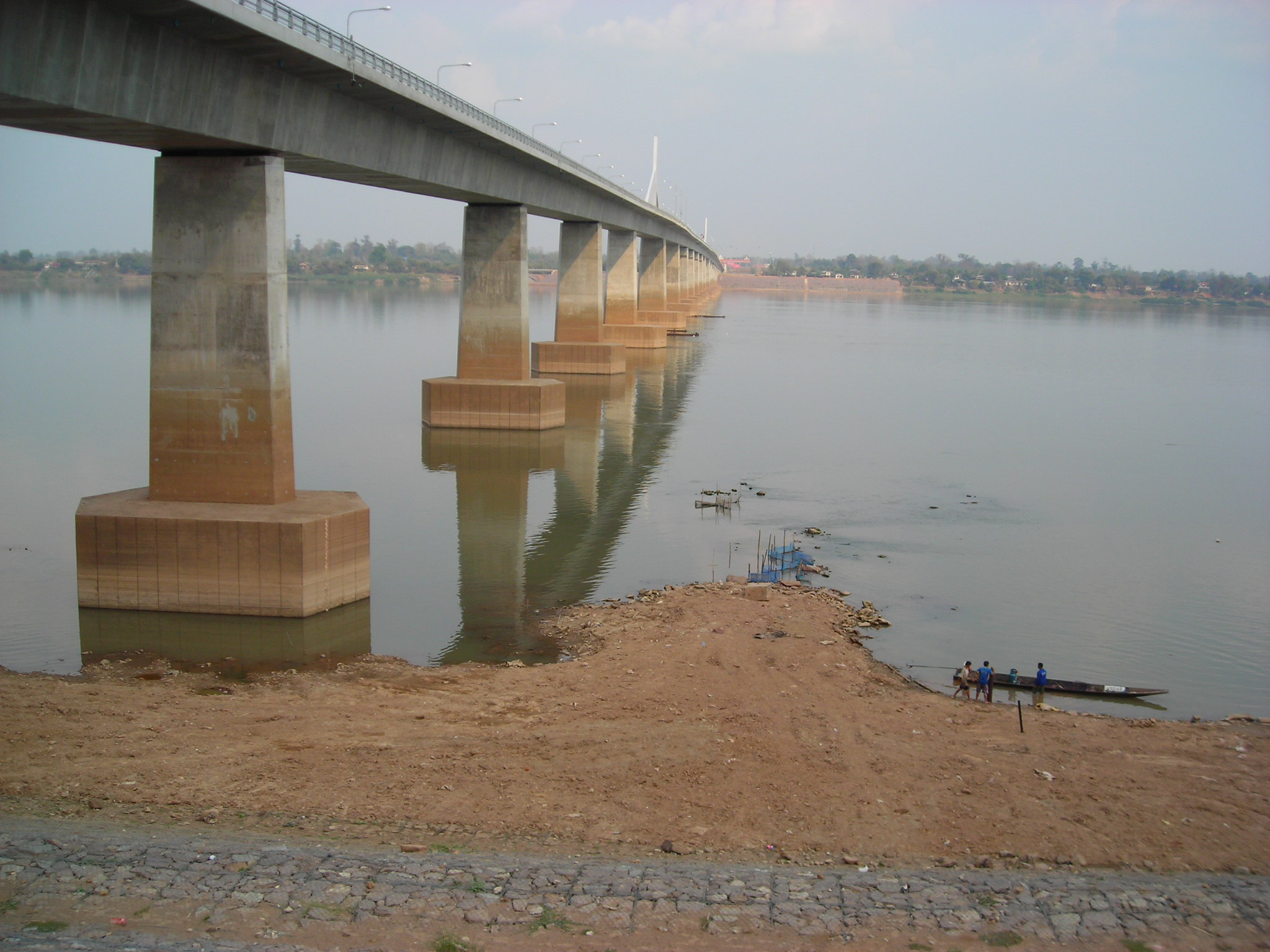
A 2. Thai–lao barátság hídja
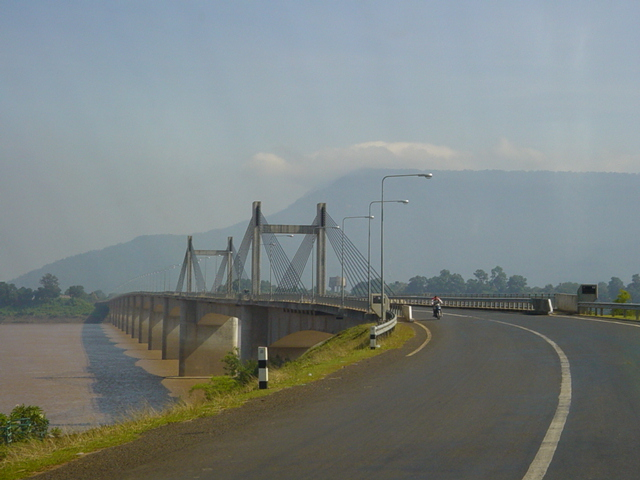
A Pakxéi híd

## Gátak
A Nyugat-Kína Fejlesztési Terv keretében épült/épülő gátak:
| Gát neve    | Átadás éve | Teljesítmény (MW) | Koordináták                                                                  |
| ----------- | ---------- | ----------------- | ---------------------------------------------------------------------------- |
| Gongguoqiao | 2008       | 750               | é. sz. 25° 36′ 44″, k. h. 99° 17′ 46″25.612222°N 99.296111°EGongguoqiao Dam  |
| Xiaowan     | 2013       | 4200              | é. sz. 24° 42′ 19″, k. h. 100° 05′ 32″24.705278°N 100.092222°EXiaowan Dam    |
| Manwan      | 1996       | 1500              | é. sz. 24° 37′ 20″, k. h. 100° 26′ 56″24.622222°N 100.448889°EManwan Dam     |
| Dachaoshan  | 2003       | 1350              | é. sz. 24° 01′ 40″, k. h. 100° 22′ 10″24.027778°N 100.369444°EDachaoshan Dam |
| Nuozhadu    | 2017       | 5850              |                                                                              |
| Jinghong    | 2010       | 1750              | é. sz. 21° 50′ 48″, k. h. 100° 58′ 21″21.846667°N 100.972500°EJinghong Dam   |
| Ganlanba    | n/a        | 150               |                                                                              |
| Mengsong    | n/a        | 600               |                                                                              |

## Környezetvédelmi problémák

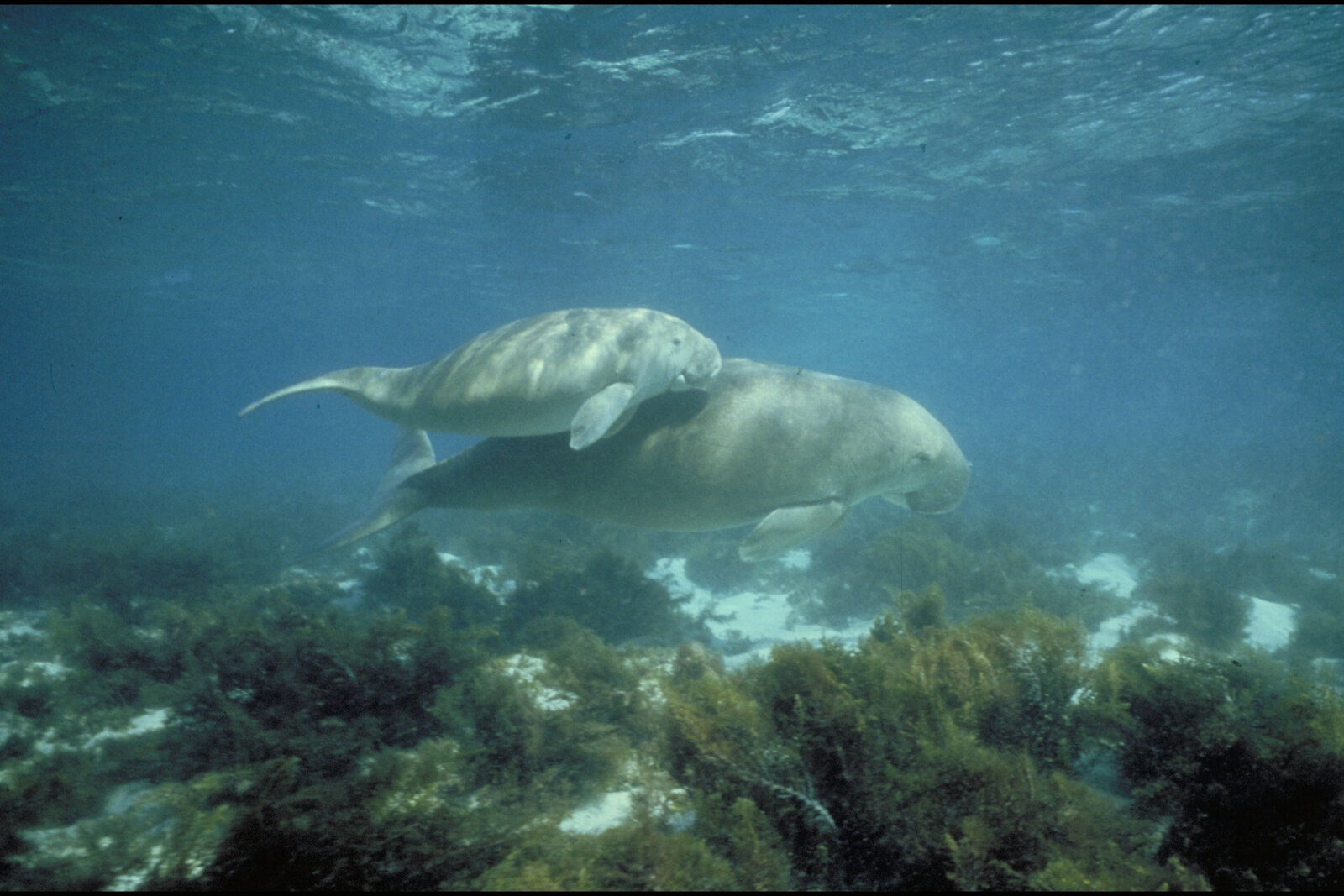
Dugong

Jelenleg a legvitatottabb környezeti problémák a gátépítés és a zúgók szétrombolása.
Régebben számos gát épült a Mekong mellékfolyóin, például a Pak Mun gát Thaiföldön. Ennek építését erősen kritizálták a nagy költségek, a környezetrombolás és a környékbeli falvak veszélyeztetése miatt.
Jelenleg Kína nagymértékű gátépítést folytat a folyó felső szakaszán a Nyugat-Kína Fejlesztési Terv keretében. A Manwan és a Dachaosan gát már elkészült, és további tizenkettőnek az építésébe kezdtek bele. A Mekong-csoport élesen kritizálta Kínát és fölszólította az építkezések leállítására, de hiába. Az első gát elkészülte óta sok faj veszélybe került, például a mekongi delfin és a dugong. A halfogás a felére csökkent, a chian rai-i kikötő forgalma az előző évi negyedére csökkent, a Luangprabang és Chiang Rai közötti eredetileg 8 órás hajóút 2 naposra növekedett, és a hajók gyakran elakadnak az alacsony vízszint miatt.
A terv teljes megvalósulása még komolyabb problémákat okozhat. Az alsóbb folyószakaszon megnövekszik a szennyezés (a fejlesztések és a be nem tartott törvények miatt a földekről rovarirtó kerül a vízbe, és az ipar is erősen szennyező), vízvirágzás léphet föl, és nagymértékben elszaporodhatnak a vízijácintok.
Komoly problémákat okoznak a megnövekedett áradások, vagy a krónikus vízhiány. Kína a homokpadok és a folyóban található sziklák eltávolításával, a folyás lassításával (gátak) és nagy területek elárasztásával veszélyezteti az ökológiai egyensúlyt.
A szeszélyes vízjárás leginkább Kambodzsát veszélyezteti, melynek élelmezése és ipar szinte teljes mértékben a folyó vízállásától függ, mely okozhat olyan áradásokat vagy éhínségeket, melyek 700 évvel ezelőtt elpusztította Angkort. De Laosz nagyobb városait, vagy Vietnám legnagyobb városát, Ho Si Minh-várost is érinti a vízszintingadozás és a szennyezés.

## Képek

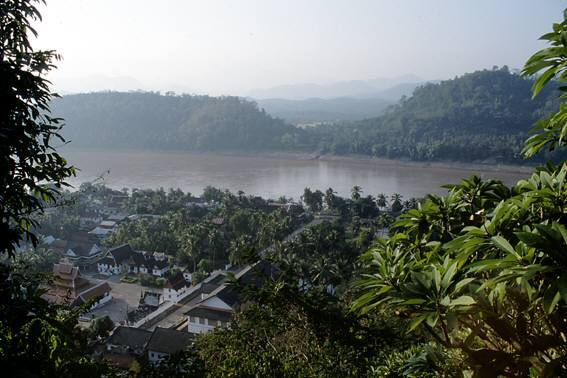
A Mekong Luangprabangnál
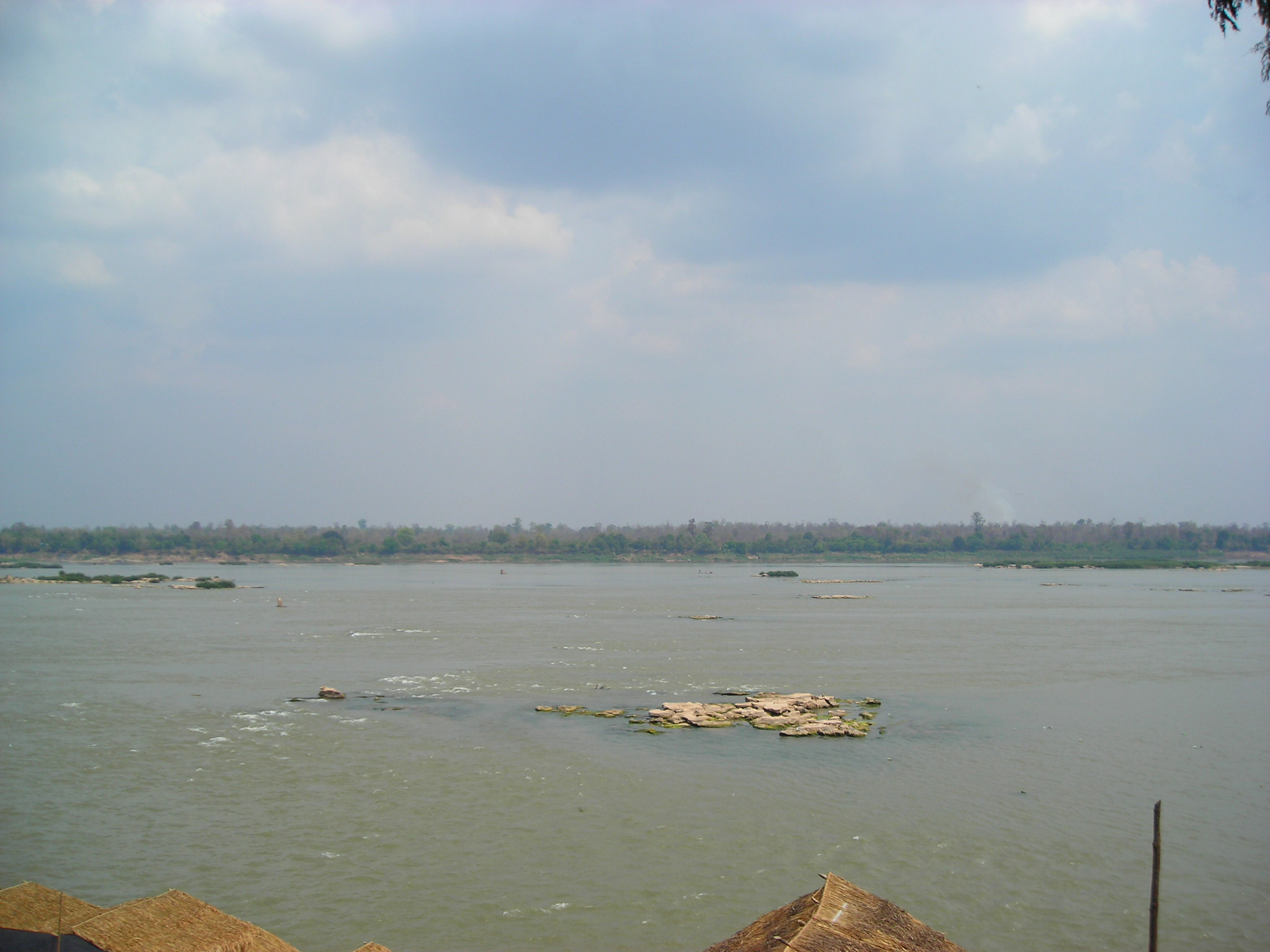
A folyó Mukhadannál
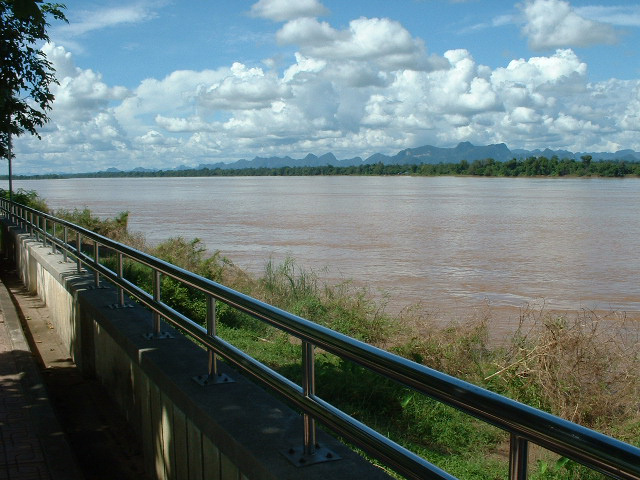
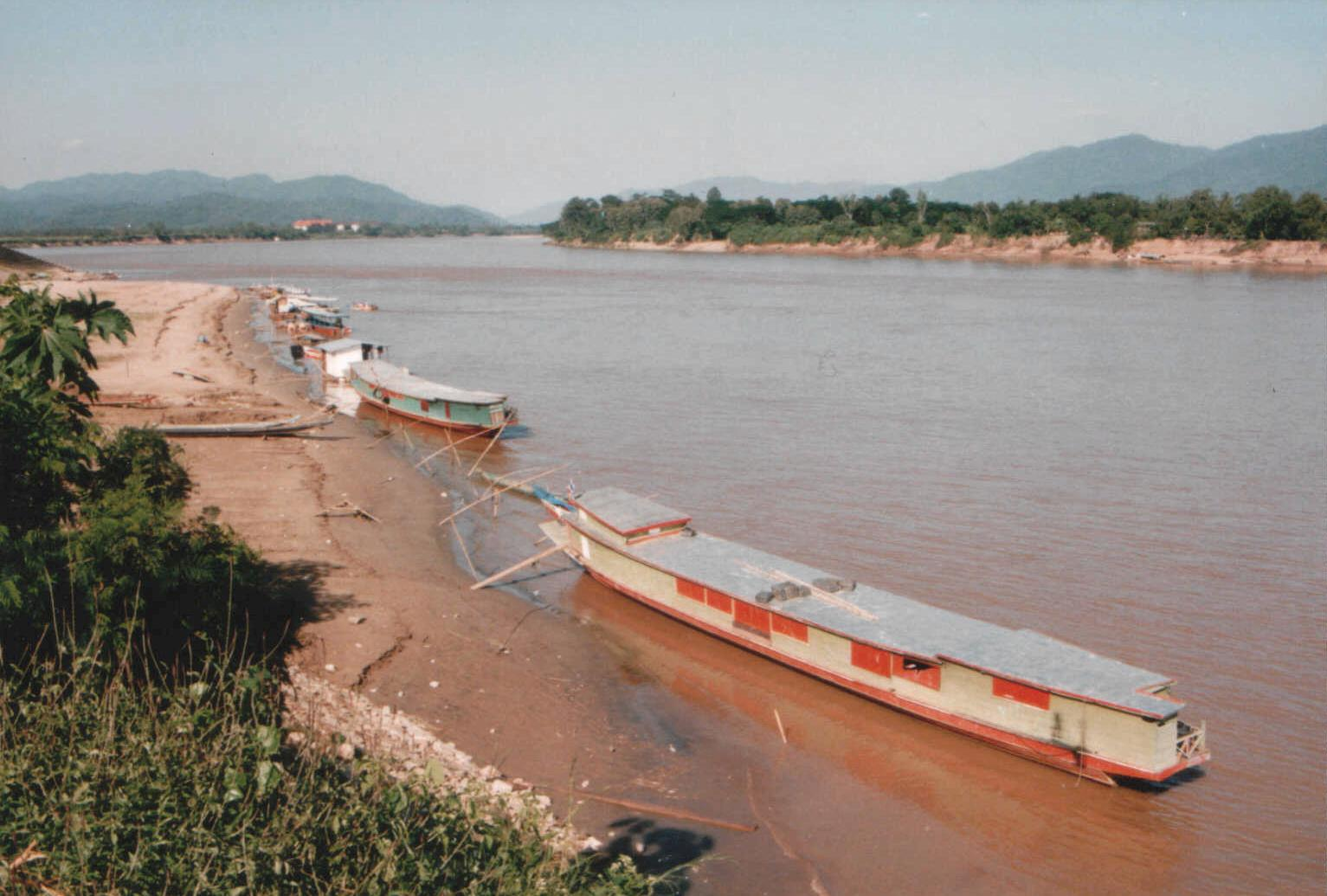